# Devotion (игра)
Devotion (кит. 還願; буквально: «Исполнить обет») — компьютерная игра в жанре психологического хоррора, разработанная тайваньской студией Red Candle Games. Сюжет игры охватывает период 1980-х годов, местом действия выступает квартирный дом в городе Тайбэй. Игра была выпущена 19 февраля 2019 года в магазине Steam, но вскоре была удалена из сервиса в связи со скандалом, возникшим на почве используемых в проекте изображений.

## Разработка
Команда разработчиков Devotion состояла из двенадцати человек. Изначально создатели не планировали делать Devotion трёхмерной игрой от первого лица, но в ходе обсуждения проекта была выдвинута и принята идея полного перехода на 3D. Во время разработки игры команда поставила перед собой задачу принести в проект дух тайваньской культуры, объяснив это тем, что такая тематика очень редко используется в видеоиграх. В ходе разработки были организованы съёмки и фотосессия с реальными актёрами для создания материала, используемого в игре. В Devotion отчётливо видно влияние таких проектов, как P.T. и Layers of Fear.

## Сюжет
Сюжет игры Devotion разворачивается в 1980-х годах и повествует о жизни тайваньской семьи, состоящей из сценариста Ду Фэн Юй, которым управляет игрок, бывшей актрисы Гун Ли Фан и их дочери Ду Мэй Шинь. На протяжении всей игры Фэн Юй путешествует по разным версиям своей квартиры, каждая из которых относится к определённому году. Продвигаясь по локациям и решая несложные головоломки, игрок узнаёт историю семьи Фэн Юй.
В 1980-м году известная актриса Гун Ли Фан принимает решение продать свой родовой дом и покончить с карьерой ради семейной жизни в небольшой квартире со своим мужем Ду Фэн Юй. Некоторое время спустя у них рождается дочь Мэй Шинь, которая очень быстро начинает проявлять интерес к пению, вдохновляясь пением своей мамы во время готовки. Родители решают развивать талант дочери и посылают её на различные конкурсы. Однако вскоре в жизни семьи наступает тёмная полоса. Сценаристская карьера Фэн Юй заходит в тупик, семья начинает страдать от финансовых проблем и постоянных ссор на их почве. На фоне этого Мэй Шинь заболевает странной болезнью, которая не позволяет девочке гулять на улице и ходить в школу. После неудачи на одном из конкурсов состояние Мэй Шинь ухудшается до такой степени, что она уже не может петь. Врачи, тем не менее, не обнаруживают у девочки серьёзных заболеваний и рекомендуют обратиться за психиатрической помощью. Но Фэн Юй отказывается принимать возможные проблемы с психикой дочери и вместо этого начинает следовать учениям религиозного культа, постепенно становясь одержимым им. Видя это Ли Фан пытается образумить мужа, но тот не слушает и обвиняет её в одержимости злыми духами. Поняв безвыходность ситуации, Ли Фан принимает решение покинуть семью. Мэй Шинь становится всё хуже, она скучает по маме и просит папу помочь ей складывать тюльпаны из бумаги, веря, что заполнив ими всю комнату, она сможет выздороветь. Но вместо этого Фэн Юй, по указанию своего наставника, выполняет тёмный ритуал, в ходе которого погружает свою дочь в ванную, наполненную рисовым вином, и закрывает её в комнате на семь дней, чем, вероятно, вызывает её смерть. В финале игры после титров игрок видит Фэн Юй, в одиночестве сидящего перед шумящим телевизором, что, вероятно указывает на его окончательное помешательство.

## Отзывы
| Сводный рейтинг    | Сводный рейтинг |
| Агрегатор          | Оценка          |
| ------------------ | --------------- |
| Metacritic         | 85/100          |
| Иноязычные издания |                 |
| Издание            | Оценка          |
| GameSpot           | 9/10            |
| IGN                | 8,2/10          |
| Metro              | 8/10            |

Игра получила преимущественно высокие оценки критиков. Многие издания в качестве плюсов отмечали отличное повествование и схожесть с P.T. В то же время критике был подвергнут скучный и не впечатляющий игровой процесс. David Jagneaux из IGN дал игре оценку в 8,2 балла, назвав её «короткой, лаконичной и динамичной от начала и до конца».

## Скандал
Спустя некоторое время после выхода игры, 21 февраля китайские игроки обнаружили в игре талисман с надписью Чжуаньшу «Си Цзиньпин — Винни-Пух», отсылающий на интернет-мем о сравнении китайского лидера с популярным персонажем мультфильмов. Помимо этого, на талисмане были и другие оскорбительные надписи. Это было расценено китайскими геймерами как оскорбление их народного лидера и привело к обвалу рейтингов игры в Steam. Red Candle Games быстро отреагировали на шквал критики, выпустив патч, изменяющий надписи на талисмане. Разработчики принесли извинения, объяснив ситуацию тем, что они часто используют мемы в качестве временных прототипов, и упоминания Си Цзиньпина попали в игру случайно. Тем не менее, из-за шквала негативных отзывов игра была удалена из китайского Steam 23 февраля, а деньги возвращены покупателям. Издатели Indievent и Winking Skywalker разорвали контракты с Red Candle Games. 25 февраля 2019 года Red Candle Games удалила Devotion из Steam по всему миру, аргументировав это тем, что игра нуждается в исправлении технических ошибок и осмотре на наличие других оскорбительных изображений.
Вице-премьер Тайваня Чэнь Чи-май встал на защиту игры. На своей странице в фейсбуке он призвал поддержать разработчиков, отметив, что «только в демократичных и свободных странах создание чего-либо может быть свободным от ограничений», а также запустил трансляцию, на которой играл в Devotion.
В июле 2019 года китайское правительство отозвало лицензию Indievent, издателя Devotion в Китае. Некоторое время спустя Red Candle Games опубликовали заявление о том, что они не собираются перевыпускать Devotion в ближайшем времени, дабы «избежать ненужных заблуждений». Тем не менее, разработчики отметили, что готовы пересмотреть это решение, если общество будет готово рационально пересмотреть их игру.